# Homem do Machado de Nova Orleans
Homem do Machado de Nova Orleans (em inglês, Axeman) foi um famoso assassino em série norte-americano não identificado que atuou em Nova Orleans, cidade de Luisiana e arredores, de Maio de 1918 a Outubro de 1919. Há relatos que dizem que ele atuou entre os anos de 1910 a 1911. Mas, de fato, o assassino ganhou notoriedade em Março de 1918 quando fez as suas primeiras vítimas.

## Vítimas
1. Joseph Maggio era um merceeiro italiano que foi atacado em 22 de maio de 1918, enquanto dormia ao lado de sua esposa, Catherine, em sua casa na esquina da Upperline onde conduziam um bar e mercearia. O assassino invadiu a casa, e então começou a cortar as gargantas do casal com uma lâmina de barbear. Ao sair, bateu a cabeça com um machado, talvez para esconder a verdadeira causa da morte. Joseph sobreviveu ao ataque, mas morreu minutos depois de ser descoberto por seus irmãos Jake e Andrew Maggio. Catherine morreu antes da chegada dos irmãos, com a garganta cortada tão profundamente que a cabeça dela estava quase cortada de seus ombros.  No apartamento, agentes da lei encontraram as roupas sangrentas do assassino. A navalha sangrenta, que teria sido usada para conduzir os assassinatos, foi encontrada no gramado de uma propriedade vizinha.[2]
2. Catherine Maggio foi a esposa de Joseph Maggio, na qual foi mencionado anteriormente.
3. Louis Besumer e sua amante Harriet Lowe foram atacados nas primeiras horas da manhã de 27 de junho de 1918, nos aposentos na parte de trás de sua mercearia. Besumer foi atingido com uma machadada acima de sua têmpora direita, o que resultou em uma possível fratura de crânio.
4. Harriet Lowe foi atacada na cama com Louis Besumer, mencionado anteriormente. Lowe foi ferida acima de sua orelha esquerda e foi encontrada inconsciente na cena do crime antes de ser levada às pressas para o Hospital de Caridade.[3]
5. Anna Schneider foi atacada no início da noite de 5 de agosto de 1918. A jovem de 28 anos encontrou uma figura escura em pé sobre ela e foi golpeada repetidamente no rosto. Seu couro cabeludo havia sido cortado, e seu rosto estava completamente coberto de sangue. Schneider foi encontrada depois da meia-noite por seu marido, Ed Schneider, que tinha retornado do trabalho. Schneider afirmou que ela não se lembrava nada do ataque, e deu à luz uma menina saudável dois dias após o incidente. Seu marido disse à polícia que nada foi roubado da casa, além de seis ou sete dólares que haviam em sua carteira. As janelas e portas do apartamento pareceram não ter sido forçadas a abrir.[4]
6. Joseph Romano era um homem idoso que vivia com suas duas sobrinhas, Pauline e Mary Bruno. Em 10 de agosto de 1918, Pauline e Mary acordaram ao som de uma comoção no cômodo próximo de onde seu tio residia. Ao entrarem na sala, as irmãs descobriram que seu tio havia sofrido um sério golpe na cabeça, o que resultou em dois cortes abertos. O assaltante estava fugindo da cena quando chegaram, porém as jovens foram capazes de distinguir que ele era um homem de pele escura, acima do peso, que usava um terno escuro e chapéu de cowboy. Romano, embora gravemente ferido, foi capaz de caminhar para a ambulância mas, apesar disso, morreu dois dias mais tarde devido a um grave traumatismo craniano. A casa havia sido arrombada, mas nenhum item foi roubado . As autoridades encontraram um machado coberto de sangue no quintal.[5]
7. Charles Cortimiglia era um imigrante que viva com sua esposa, Rosie, e sua filha, Mary. Na noite de 10 de março de 1919, ouviram-se gritos vindos da Residência Cortimiglia. O comerciante Iorlando Jordano correu pela rua para investigar. Em sua chegada, Jordano notou que Charles, junto a sua esposa Rosie, e sua filha , Mary, tinham sido atacados pelo intruso desconhecido. Rosie estava parada na entrada com uma séria ferida na cabeça, segurando sua filha falecida. Charles pousou no chão, sangrando profusamente. O casal foi levado às pressas para o hospital, onde descobriu-se que ambos haviam sofrido fraturas no crânio. Nada foi roubado da casa, porém um painel na porta dos fundos da casa havia sido cinzelado. Um machado coberto de sangue foi encontrado na varanda dos fundos da casa.[6]
8. Rosie Cortimiglia era a esposa do imigrante Charles Cortimiglia. Ela foi atacada ao lado de seu marido em 10 de março de 1919, enquanto dormia com seu bebê em seus braços. Ela foi gravemente ferida pelo machado, mas sobreviveu ao incidente.[6]
9. Mary Cortimiglia foi a filha de dois anos de Charles e Rosie Cortimiglia. Ela foi morta enquanto dormia nos braços de sua mãe com um único golpe na parte de trás do pescoço quando ela e seus pais foram atacados em 10 de março de 1919.[6]
10. Steve Boca era um açougueiro que foi atacado em seu quarto, enquanto dormia, no dia 10 de agosto de 1919. Steve acordou durante a noite com uma figura escura que se aproximava sobre sua cama. Ao recuperar a consciência, Steve correu para a rua , e descobriu que sua cabeça estava cortada. O merceeiro correu para a casa de seu vizinho, Frank Genusa, onde ele perdeu a consciência e desmoronou. Nada tinha sido tirado de casa, mas, mais uma vez, um painel na porta dos fundos da casa havia sido cinzelado. Steve se recuperou de seus ferimentos, mas não conseguiu se lembrar de nenhum detalhe do trauma.[7]
11. Sarah Laumann foi atacada na noite de 3 de setembro de 1919. Seus Vizinhos vieram verificar a jovem, o assassino invadiu a casa quando Laumann não respondeu. Eles descobriram um homem de 19 anos deitado inconsciente em sua cama, sofrendo de uma grave lesão na cabeça e faltando vários dentes. O intruso tinha entrado no apartamento através de uma janela aberta, e atacou a mulher com um objeto contundente. Um machado sangrento foi descoberto no gramado da frente do edifício. Laumann se recuperou de seus ferimentos, mas não conseguiu se lembrar de detalhes do ataque.[7]
12. Mike Pepitone foi atacado na noite de 27 de outubro de 1919. Sua esposa foi acordada por um barulho e chegou à porta de seu quarto, que avistou o assassino fugindo de sua casa. Posteriormente, contou à polícia que não conseguiu identificá-lo.. Mike Pepitone havia sido atingido na cabeça, e estava coberto em seu próprio sangue que cobriu parte da sala, incluindo uma pintura da Virgem Maria. O assassinato de Pepitone foi o último dos supostos ataques  do Homem do Machado.[7]

## Suspeito
O escritor inglês Colin Wilson especula que o Homem do Machado poderia ter sido Joseph Momfre, um homem morto a tiros em Los Angeles em dezembro de 1920 pela viúva de Mike Pepitone, a última vítima conhecida do Axeman.

## A Carta
Dias após a prisão de ambos os suspeitos, a imprensa local, o New Orleans The Times-Picayune, recebeu uma carta do suposto assassino. Até hoje não foi comprovada se a carta era um trote ou se foi mesmo redigida pelo autor dos crimes.
Inferno, 13 de março de 1919
Estimado Mortal:
Eles nunca me pegaram e nunca irão. Eles nunca me viram, porque eu sou invisível, como o éter que envolve sua terra. Eu não sou um ser humano, mas um espírito e um demônio do inferno mais quente. Eu sou o que vocês, orleanianos e sua polícia tola chamam o Axeman.
Quando eu achar melhor, eu virei e reivindicarei outras vítimas. Só eu sei quem serão. Não deixarei senão o meu machado sangrento, cheio de sangue e cérebros do que eu enviei abaixo para me fazer companhia.
Se quiser, pode dizer à polícia para ter cuidado para não me irritar. Claro, eu sou um espírito razoável. Não me ofendo com o modo como conduziram as suas investigações no passado. De fato, eles foram tão estúpidos que não só me divertiram, mas a Sua Majestade Satânica, Francis Josef, etc. Mas diga-lhes que tenham cuidado. Que eles não tentem descobrir o que sou, pois é melhor que nunca nasceram do que incorrer na ira do Axeman. Não creio que haja necessidade de tal advertência, pois tenho a certeza de que a polícia sempre se esquivará de mim, como no passado. Eles são sábios e sabem como se manter longe de todos os danos.
Sem dúvida, vocês, orleanianos, pensam em mim como um assassino horrível, o que eu sou, mas eu poderia ser muito pior se quisesse. Se eu quisesse, poderia fazer uma visita à sua cidade todas as noites. À vontade, eu poderia matar milhares de seus melhores cidadãos, pois estou em estreita relação com o Anjo da Morte.
Agora, para ser exato, às 12:15 (horário terrestre) na próxima terça-feira à noite, eu vou passar sobre Nova Orleans. Em minha misericórdia infinita, vou fazer uma pequena proposta para vocês. Aqui está:
Eu gosto muito da música de jazz, e juro por todos os demônios nas regiões inferiores que cada pessoa será poupada em cuja casa uma banda de jazz está em pleno andamento no momento que acabei de mencionar. Se todo mundo tem uma banda de jazz indo, bem, então, tanto melhor para você as pessoas. Uma coisa é certa e que é que alguns de seus povos que não o jazz ele na noite de terça-feira (se houver algum) começarão o machado.
Bem, como estou com frio e desejo o calor de meu Tártaro nativo, e é hora de deixar sua casa terrena, vou parar o meu discurso. Esperando que você publique isso, para que possa ir bem com você, eu fui, sou e serei o pior espírito que jamais existiu, seja de fato, seja em realidade.
O Axeman